# Вапничная, Раиса
Раиса Вапничная (нем. Raissa Wapnitschnaja; род. 1947) — советская и немецкая шахматистка, чемпионка Украинской ССР (1964).

## Биография
Имеет докторскую степень. В 1964 году, представляя на соревнованиях Черновцы, победила на чемпионате УССР. В том же году участвовала в финале чемпионата СССР по шахматам среди женщин. Бронзовый призёр первенства СССР среди команд союзных республик 1967 года в составе сборной УССР. В составе «Спартака» бронзовый призёр первенства СССР среди спортивных обществ 1966 года, участница аналогичного турнира 1964 года. Участница чемпионатов Украинской ССР 1969, 1973, 1974, 1977 гг. В 1971 году играла в первенстве спортивного общества «Буревестник» среди женщин, проходившем в Гомеле (в статусе полуфинала 31-го чемпионата СССР). В 1983 победила на открытом чемпионате ФРГ в Порце. В 1993 заняла второе место на турнире среди врачей в Баден-Бадене. Состоит в федерации шахмат Германии, участница берлинских турниров. Участница женского командного чемпионата Германии 1993/94.